# پرستاران بچه مدرسه
پرستاران بچه مدرسه (به ژاپنی: 学園ベビーシッターズ, Gakuen Bebīshittāzu) عنوان یک مجموعه مانگا ژاپنی اثر هاری توکئینو است. این مانگا از سال ۲۰۰۹ در مجله لالا متعلق به انتشارات هاکوسنشا در ۱۷ جلد چاپ شده‌است. یک مجموعه تلویزیونی انیمه نیز بر پایه نسخه مانگا و به کارگردانی شوسی موریشیتا توسط استودیوی برینز بیس دستمایه اقتباس قرار گرفت که از ژانویه تا مارس ۲۰۱۸ پخش شد. همچنین یک قسمت اووی‌ای ویژه از این مانگا در دی‌وی‌دی و دیسک بلو-ری این اثر وجود دارد.

## داستان
دو برادر با اختلاف سنی زیاد به نام‌های ریوچی کاشیما (دانشجوی سال اول دبیرستان) و برادر کوچکتر او کوتارو (پیش دبستانی) پس از مرگ ناگهانی پدر و مادرشان در سقوط هواپیما یتیم شده‌اند و خانه‌ای ندارند. رئیس آکادمی معتبر Morinomiya که خود پسر و عروسش را در همان سانحه ی هوایی از دست داده است،پیشنهاد می‌کند که پسران را تحت مراقبت خود قرار دهد و به آن‌ها خانه جدید و امکان تحصیل رایگان بدهد، به شرط اینکه ریوچی در ضمن کمک به مرکز مهد کودک مدرسه ضمن شرکت در کلاس‌های عادی در ساعات مدرسه به وی کمک کند.

## شخصیت‌ها

### دانش آموزان
کاشیما ریوچی (Kashima Ryūichi)
صداگذاری شده توسط: Kōtarō Nishiyama
او و برادرش کوتارو پدر و مادر خود را در یک تصادف هواپیما از دست دادند و یتیم شده‌اند. آنها در ازای کمک او به باشگاه پرستاران بچه‌های مدرسه، توسط مورینومیا پذیرفته شده‌اند. ریچیچی پسری مهربان و دوستانه است که به راحتی با اطرافیان خود دوست می‌شود. او عاشق برادر کوچک خود کوتارو است و هر کاری را برای او انجام می‌دهد، تمام تلاش خود را برای حمایت از او انجام می‌دهد. او به فعالیتهای پرستاری بچه، و تمام نوزادانی که به سمت او کشیده می‌شوند، علاقه دارد.
هایاتو کامیتانی (Kamitani Hayato)
صداگذاری شده توسط: Yūichirō Umehara
پسری در آکادمی Morinomiya، پسر Kamitani Shizuka و Hebihara Taizou، معلم علوم مدرسه و برادر بزرگتر Taka. او با ریوچی دوست می‌شود و اغلب به عنوان یکی از نزدیکترین دوستانش با او وقت می‌گذراند. او اکثراً بی خس، ساکت است و به‌ندرت بیش از آنکه مورد نیاز باشد حرف می‌زند.
در حقیقت هایاتو عاشق و مراقب برادرش است، اگرچه او هیچ وقت این را به‌طور آشکار بیان نمی‌کند. او سرانجام به عنوان یک عضو رسمی به باشگاه بچه‌ها می‌پیوندد و فعالیت‌هایی را در آنجا و در باشگاه بیس بال انجام می‌دهد.
ماریا اینوماتا (Inomata Maria)
صداگذاری شده توسط: Satomi Akesaka
دانشجوی کلاس ویژه آکادمی Morinomiya. او یک دختر بسیار باهوش است اما از نظر اجتماعی بی‌دست و پا است. اگرچه او می‌تواند صادق و گاه بی‌ادب باشد، اما قلب پاکی دار. او افرادی که فکر می‌کنند او فقط در درس خواندن خوب است را دوست ندارد. او به ریوچی علاقه‌مند است و به‌طور مرتب با بچه‌های کلوپ پرستاری بچه معاشرت می‌کند. بچه‌ها او را دوست دارند، اما رفتار تند او می‌تواند گاهی اوقات آنها را بترساند.
تومویا یاگی (Yagi Tomoya)
صداگذاری شده توسط: Toshiyuki Someya
دانشجوی سال دوم در کلاس پیشرفته آکادمی Morinomiya. او یک پسر خوش تیپ و خوش قلب است که در بین دختران بسیار محبوب است. او بچه‌های کوچک را دوست دارد، اما هر وقت با آنها تعامل برقرار می‌کند، دچار خونریزی بینی می‌شود و باعث می‌شود منحرف به نظر بیاید.
چوکیچی نزو (Nedzu Chūkichi)
صداگذاری شده توسط: Motohiro Ōta
یکی از همکلاسی‌های ریچیچی و دوست قدیمی تامویا یاگی با موهای مشکی ژولیده ای که روی چشمانش می‌ریزد. ظاهر شلخته او با دانش آموزی زحمتکش بودن و همچنین شخصیت دلسوز او در تضاد است. وی چند برادر و خواهر کوچکتر نیز دارد و اگرچه معمولاً اجازه ندارد، وی یک کار نیمه وقت را برای حمایت از خانواده خود دریافت کرده‌است.
یوکی اوشیمارو (Ushimaru Yuki)
صداگذاری شده توسط: Kaede Hondo
یک دختر جوان مهربان اما بسیار خجالتی و یکی از همکلاسی‌های ریچیچی. او به ریچیچی علاقه‌مند است، اما نمی‌تواند خودش را مجبور به اعتراف کردن احساساتش به او کند. اگرچه در ابتدا رقیب عشقی با ماریا اینوماتا بود، اما به تدریج بهترین دوست او می‌شود.
هیرویوکی اینویی (Inui Hiroyuki)
صداگذاری شده توسط: Yoshimasa Hosoya
یک پسر دبیرستانی تا حدودی پرتلاش که به دنبال به دست آوردن قلب یوکاری ساواتوری است، علی‌رغم اینکه او ازدواج کرده‌است. وقتی ریوچی را که کلاه گیس گذاشته می‌بیند فکر می‌کند او دختر است و به او علاقه‌مند می‌شود. در ظاهر او از کودکان خوشش نمی‌اید اما با گذشت زمان تغییر می‌کند. یک بار Usaida به او رشوه می‌دهد تا از کوتارو مراقبت کند، در حالی که کودک نوپا اولین مأموریت خود را آغاز می‌کند، و او با پوشیدن یک کیسه روی سر خود، ناشناس بودن خود را حفظ می‌کند.

### کودکان
- کئتارو کاشیما

برادر کوچک ریوچی، کوتارو نوزادیست که برادر بزرگش را دوست دارد و به او می‌چسبد. از او در کلوپ پرستاری نگهداری می‌شود تا با به‌های هم سنش وقت بگذراند. او ساکت‌ترین نوزاد است و معمولاً در موقعیت‌های خطرناک و حتی خنده دار قرار می‌گیرد.
- تاکا کامیتانی

برادر کوچک کامیتانی و یکی از بچه‌های مهد کودک. او سرسخت و لجباز است و معمولاً با دیگران مخالف است. با این که هیچ وقت اعتراف نمی‌کند، اما او عمیقاً به برادر بزرگ خود اهمیت می‌دهد و او را دوست دارد.
- تاکوما مامیزوکا

یکی از دوقلوهای مامیزوکا. تاکوما بسیار شاد و برون‌گرا است و به ندرت بدون لبخند دیده می‌شود.
- کازوما مامیزوکا

قل دوم د قلوها، بر عکس برادرش، او بسیار خجالتی است و خیلی گریه می‌کند. او به تاکوما بسیار نزدیک است و به ندرت بون او دیده می‌شود. او معمولاً همزمان با تاکوما یک جمله را می‌گوید.
- کیرین کوماسوکا

بزرگ‌ترین نوزاد در مهد کودک. باهوش تر از همسالانش است و منطقی و مؤدب صحبت می‌کند اما شیطنت‌هایی هم می‌کند. او به ندرت بدون اسباب بازی زرافه اش دیده می‌شود.
- میدوری ساواتوری

کوچک‌ترین نوزاد مهد کودک. معمولاً پرستاران او را با خود حمل می‌کنند.
- سوگومی

پسر عموی هایاتو و تاکا. او بعد از مریض شدن مادرش به مهد کودک آمد.

## رسانه‌ها

### مانگا
مانگا توسط انتشارات هاکوسنشا در مجله لالا از سال ۲۰۰۹ منتشر شده‌است و تا سال ۲۰۱۸، ۱۷ جلد در ژاپن عرضه شده‌اند.

### انیمه
مجموعه تلویزیونی انیمه ۱۳ قسمتی توسط استودیو brain's base در سال ۲۰۱۸ در توکیو ام‌ایکس، سان تلویژن و بی‌اس۱۱ پخش شد. این سری توسط شوسی موریشیتا کارگردانی و توسط یوکو کاکیهارا فیلم‌نامه نویسی شده‌است. موسیقی کار روکا کاوادا است. کرانچیرول در سال ۲۰۱۸ این سری را استریم کرد. یک قسمت اووی‌ای در سال ۲۰۱۸ برای دیسک بلو-ری این اثر معرفی شد.